# Maceración

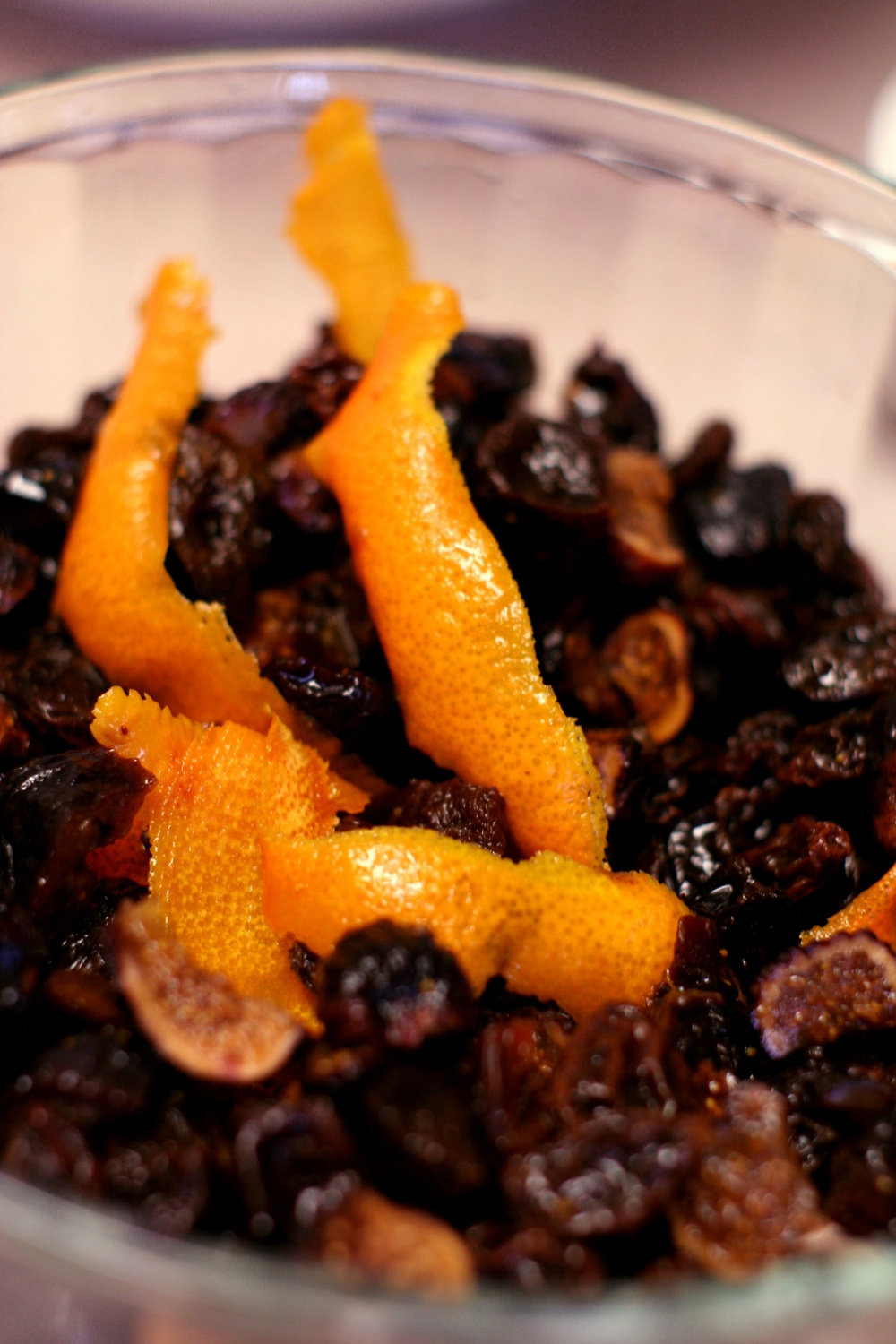
Frutas en proceso de maceración.

La maceración es un proceso de extracción sólido-líquido. El producto sólido (materia prima) posee una serie de compuestos solubles en el líquido extractante que son los que se pretende extraer. 
En general en la industria química se suele hablar de extracciones, mientras que cuando se trata de alimentos, flores, hierbas y otros productos para consumo humano se emplea el término maceración. En este caso el agente extractante (la fase líquida) suele ser agua, pero también se emplean otros líquidos como vinagre, jugos, alcoholes (principalmente etanol) o aceites vegetales, que pueden o no ir aderezados con diversos ingredientes para modificar las propiedades de extracción del medio líquido.
A veces el producto obtenido es el extracto propiamente dicho y otras el sólido sin los citados compuestos o incluso ambas cosas a la vez, como ocurre cuando extraemos cafeína del café, ya que podemos emplear el café descafeinado para hacer una infusión tradicional y la cafeína para la confección de refrescos u otros usos.
La naturaleza de los compuestos extraídos depende de la materia prima empleada así como del líquido de maceración. En los casos en que se utilice el producto extraído se suele emplear una etapa de secado bien al sol, con calor o incluso una liofilización.
En herboristería, es decir el arte en el cual se utilizan las plantas medicinales y hierbas para curar o preparar diversos productos, se utiliza mucho este método.

En México se utiliza la Maceración en preparaciones como ceviche  que genera un cambio de líquidos entre el marisco y la acidez del limón.

## Tipos de maceración
Existen, básicamente, dos tipos de maceración: 

### Maceración en frío
Consiste en sumergir el producto a macerar en un líquido y dejarlo una determinada cantidad de tiempo, para transmitir al líquido características del producto macerado. Los productos a macerar son varios.
En gastronomía se puede destacar la infusión de varias especies en aceite de oliva virgen extra, concediendo a estos últimos aromas y paladares propios de las especias maceradas. Son especialmente recomendados para ensaladas y platos fríos.
También se podrá añadir a un recipiente con la menor cantidad de agua posible (generalmente destilada o sin cloro), solo lo suficiente como para cubrir totalmente lo que se desea macerar. Esto se hace por un lapso más o menos largo, dependiendo de lo que se vaya a macerar.
Otra posibilidad es sumergir el material a macerar en alcohol (etanol), como se hace en la elaboración de perfumes.
La ventaja de la maceración en frío consiste en que al ser solo con agua o etanol, se logran extraer todas las propiedades de lo que se macera, es decir, toda su esencia sin alterarla en lo más mínimo.

### Maceración con calor
El proceso a ejecutar en este tipo de maceración es el mismo que en la maceración en frío, solo que en este caso puede variar el medio por el cual se logra la maceración. El tiempo que se desea macerar varía mucho de la maceración en frío, ya que al utilizar calor se acelera el proceso tomando como referencia que tres meses de maceración en frío es igual a dos semanas en maceración con calor; esto es en el caso de las plantas y hierbas medicinales.
La desventaja de la maceración en calor es que no logra extraer totalmente pura la esencia del producto a macerar, ya que siempre quema o destruye alguna pequeña parte de esta (muchas veces se trata de compuestos termolábiles).
Pero muchas veces, para acortar más los tiempos de extracción y que las substancias pasen el menor tiempo posible a elevadas temperaturas, se hacen extracciones con corriente de vapor.

### Maceración en caliente
También llamada proceso de infusión, consiste en colocar el producto en contacto con un líquido con una temperatura mayor a la ambiental y menor al punto de ebullición o hervor.

## Categoría médica
Ablandamiento de un sólido por imbibición. Ablandamiento de un tejido anormal por traumatismos repetidos o por imbibición en agua o en otros líquidos como el feto muerto retenido en el útero

## Maceración culinaria
En gastronomía, la maceración se hace con un preparado líquido compuesto esencialmente de vino o algún licor, y de azúcar donde se deja reposar fruta y especias para que se ablande y coja un sabor especial. 
Las verduras o las frutas confitadas se remojan en un líquido para ablandarlas y porque el líquido absorba los gustos. En el caso de la fruta fresca, a menudo solo se espolvorean con azúcar y se deja que liberen su propio jugo. La maceración hace más digerible los alimentos. 
El tabasco, por ejemplo, se hace de un macerado de pimentón que se deja fermentar y madurar. La maceración a menudo se confunde con marinar que es el proceso de introducir, antes de la cocción, los alimentos en líquidos sazonados que a menudo son ácidos.
En la vinificación la maceración carbónica es el proceso en el que la uva se fermenta sin quebranto de los grandes.
En la industria alimentaria, la maceración de subproductos del procesamiento de alimentos se hace triturando los mismos para obtener pienso rico en proteínas para la alimentación animal, como fertilizantes o para producir biogás.